# Wudi Pandak
Wudi Pandak is een bestuurslaag in het regentschap Oost-Soemba van de provincie Oost-Nusa Tenggara, Indonesië. Wudi Pandak telt 581 inwoners (volkstelling 2010).